# Katastrofa lotu Aeroméxico 230
Katastrofa lotu Aeroméxico 230 – wypadek lotniczy, który wydarzył się 27 lipca 1981 roku na lotnisku w mieście Chihuahua w Meksyku. DC-9 linii Aeroméxico wypadł z pasa startowego, złamał się na kilka części i zapalił. Zginęły 32 spośród 66 osób znajdujących się na pokładzie.

## Samolot
Samolotem, który uległ wypadkowi był DC-9 należący do meksykańskich linii lotniczych Aeroméxico posiadający numery rejestracyjne XA-DEN. Maszyna posiadała nazwę Yucatan.

## Przebieg wypadku
Tego dnia niebo było jasne. Problemy zaczęły się, gdy samolot rozpoczął zniżanie do lotniska w Chihuahua. Na podejściu znajdowały się gęste chmury. Gdy DC-9 znajdował się na wysokości ok. 1000 metrów, przed oknami kokpitu pojawiła się mgła. Zanim piloci zauważyli ziemię, samolot uderzył w pas startowy odbijając się od niego, a potem uderzył po raz drugi łamiąc przy tym podwozie. Piloci nie zdążyli zahamować i wyjechali 150 metrów na prawo od pasa. Gdy maszyna się zatrzymała, rozpadła się na kilka części i stanęła w płomieniach. Część pasażerów zdążyła uciec z płonącego wraku, jednak potem samolot eksplodował zabijając 32 osoby.

## Przyczyny
Oficjalny raport na temat wypadku lotu 230 wskazywał, że główną przyczyną wypadku była mgła, która utrudniała podejście do lotniska w Chihuahua.